# Webley

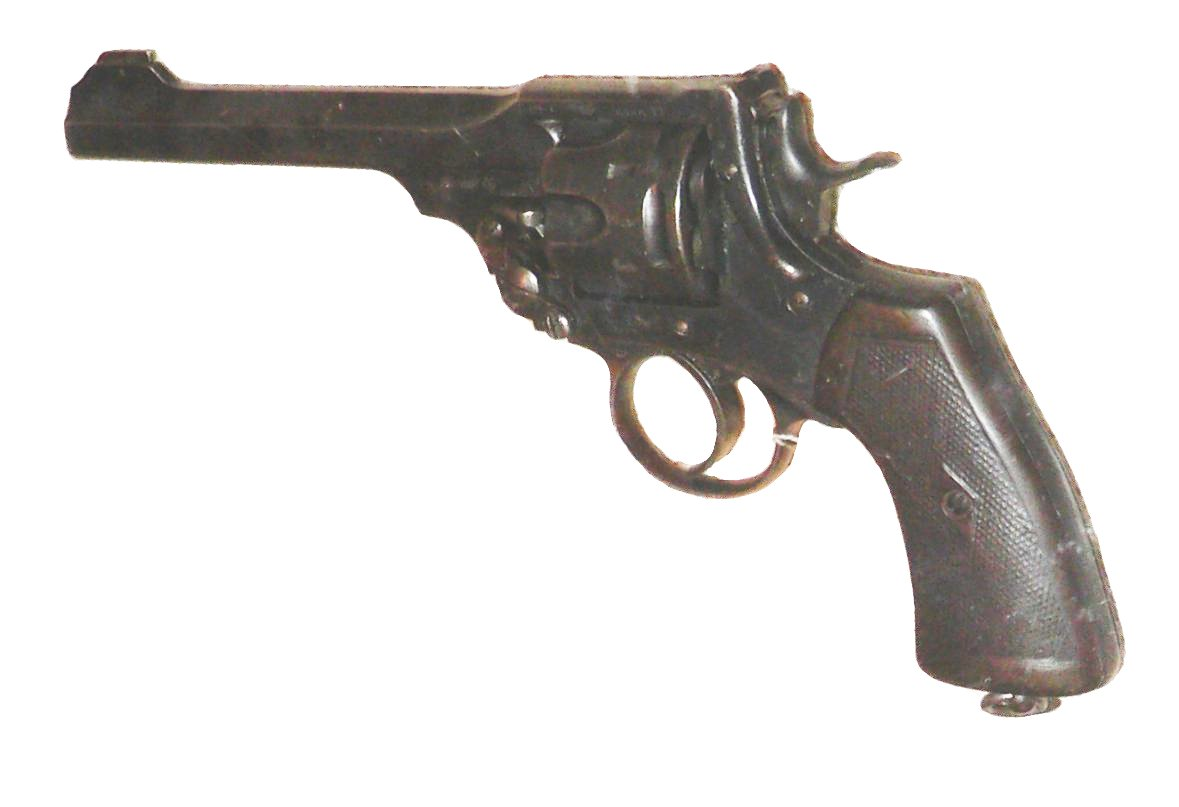
Webley Mark IV

Webley var en brittisk vapentillverkare. Från 1887 var företagets revolver den brittiska arméns standardrevolver och användes flitigt i andra boerkriget (1899-1902), första världskriget (1914-1918) och andra världskriget (1939-1945). Webleyrevolvrarna använde ofta en väldigt kraftfull ammunition, som kaliber .455 Webley MK II.